# Далтон Сити (Илиноис)
Далтон Сити (енгл. Dalton City) град је у америчкој савезној држави Илиноис.

## Демографија
По попису из 2010. године број становника је 544, што је 37 (-6,4%) становника мање него 2000. године.
| Група             | 2000.       | 2010.       |
| Белци             | 565 (97,2%) | 527 (96,9%) |
| Афроамериканци    | 3 (0,5%)    | 4 (0,7%)    |
| Азијати           | 0 (0,0%)    | 1 (0,2%)    |
| Хиспаноамериканци | 9 (1,5%)    | 2 (0,4%)    |
| Укупно            | 581         | 544         |